# Carl Emil Cedercreutz
Carl Emil Cedercreutz, född 2 maj 1806 i Björneborg, död 10 februari 1869 i Sankt Petersburg, var en finländsk friherre, jurist och politiker. 
Cedercreutz var son till hovjägmästaren friherre Axel Reinhold Cedercreutz och Sofia Charlotta Svedenstjerna. Han var gift med Emilie Maria Sophie Hackman. 
Han arbetade vid Åbo och Viborgs domstolar och som arkivarie vid Finlands statssekreterares kansli i Sankt Petersburg. Cedercreutz var ledamot av en juridisk avdelning 1856–1857.
Från 1854 till 1856 var Cedercreutz landshövding i S:t Michels län.